# Пам'ятник Степанові Бандері (Стрий)
Пам'ятник Степану Бандері — пам'ятник українському політичному діячу, одному з ідеологів і теоретиків українського націоналістичного руху XX століття  Степану Бандері в місті Стрий було встановлено 28 червня 1992.

## Історія пам'ятника
Місто Стрий відзначилось як одне з вогнищ Визвольної боротьби. У Стрию було сформовано легіон Січових стрільців, у місті народився батько Степана Бандери, у міжвоєнний період у місті активно діяло ОУН.
Перший пам'ятник встановлений Степану Бандері у Стрию 28 червня 1992 року перед школою, колишньою гімназією, в якій він навчався. Восени 1919 року майбутній лідер ОУН вступив тут до української гімназії, в якій навчався до 1927 року. Успішно склавши випускні іспити (матуру) в гімназії він вирішив поступати в Українську господарську академію у чехословацьких Подебрадах, однак польська влада відмовила у видачі закордонного паспорта, і Бандера ще на рік повернувся до Старого Угринов. На самій будівлі школи № 7 у 2009 році встановлена пам'ятна дошка на честь 100-річчя від дня народження провідника ОУН і національного героя України. Автори пам'ятника — львівський скульптор Іван Самотос і архітектор Василь Каменщик. За часів Польщі на цьому місці стояв пам'ятник Яну Кілінському, пізніше в радянські часи — пам'ятник Віталію Примакову.
Василь Каменщик є автором пам'ятників Степанові Бандері у Стрию (1992), Старому Самборі (2008), Трускавці (2010).
Це один з 17 пам'ятників Степану Бандері, встановлених в Україні.

## Опис
Особистість Степана Бандери досить неординарна. Багато хто називає його символом боротьби за свободу українського народу. Все своє дитинство він провів у невеликому містечку Стрий Львівської області, де поступово вирощувався його дух і формувалися погляди на життя. Місце, обране для пам'ятника, якнайкраще підходить, адже саме в гімназії Бандера сфогрмувався як особистість. Бронзова постать з гордо піднятою головою, бронзова напівфігура на гранітному постаменті — таким є пам'ятник.